# SA8000
사회적 책임 8000(Social Accountability 8000, SA 8000)은 사회적 책임 관리 시스템을 위한 국제 표준이다. 이 표준은 1997년에 이전의 경제적 우선순위 인증 기관(Council on Economic Priorities Accreditation Agency)이었던 사회적 책임 국제기구(Social Accountability International)가 노동조합, NGO, 시민 사회 단체 및 기업으로 구성된 자문위원회를 통해 개발했다. SA 8000의 기준은 다양한 산업 및 기업 강령에서 개발되어 사회 복지 준수를 위한 공통 표준을 만들었다. 현재(2014년) 표준은 이전의 2001년, 2004년, 2008년 버전을 기반으로 한다. 이 표준의 목표는 조직이 직장에서 사회적으로 용인되는 관행을 개발, 유지 및 적용하도록 장려하는 것이다. 이 표준은 통합 관리 시스템에 맞도록 설계되었다.

## 성과 기준
또한 사회적 책임 국제기구 웹사이트에 명시된 바와 같이 8가지 성과 기준을 준수해야 한다.
- 아동 노동: 아동 노동을 사용하거나 지원하지 않는다. 아동이 일하는 상황이 발견될 경우 이를 개선하기 위한 정책 및 서면 절차를 마련한다. 해당 아동이 학교에 다닐 수 있도록 적절한 재정적 및 기타 지원을 제공한다. 청소년 근로자의 고용은 조건부이다.
- 강제 및 의무 노동: 강제 또는 강제 노동을 사용하거나 지원하지 않는다. '보증금'(금전적 또는 기타)을 요구하지 않는다. 직원이 계속 일하도록 급여, 혜택, 재산 또는 문서를 보류하지 않는다. 직원은 근무일 이후 시설을 떠날 권리가 있다. 직원은 고용을 자유롭게 종료할 수 있다. 인신매매를 사용하거나 지원하지 않는다.
- 건강 및 안전: 건강하고 안전한 작업장을 제공한다. 잠재적인 산업재해를 예방한다. OHS를 보장하기 위해 고위 관리자를 임명한다. 모든 직원에게 OHS 교육을 제공한다. 위험을 감지, 회피, 대응하는 시스템을 갖춘다. 모든 사고를 기록한다. 업무 관련 부상 발생 시 개인 보호 장비 및 의료 지원을 제공한다. 임산부 및 수유부를 위한 위험을 제거하거나 줄인다. 위생 시설(화장실, 식수, 위생적인 식품 보관)을 갖춘다. 깨끗하고 안전하며 기본적인 요구 사항을 충족하는 적절한 기숙사를 제공한다. 직원은 임박한 위험에서 벗어날 권리가 있다.
- 결사의 자유 및 단체 교섭권: 노동조합을 결성하고 가입하며 단체 교섭을 할 권리를 존중한다. 모든 직원은 다음을 자유롭게 할 수 있다. 원하는 노동조합을 조직하고, 고용주와 단체 교섭을 한다. 회사는 다음을 해야 한다. 노동조합을 조직하고 단체 교섭을 할 권리를 존중한다. 근로자 조직 또는 단체 교섭에 개입하지 않는다. 직원에게 이러한 권리와 보복으로부터의 자유를 알린다. 법이 권리를 제한하는 경우, 근로자가 자유롭게 대표를 선출하도록 허용한다. 근로자 조직에 참여하는 직원에 대한 차별이 없도록 한다. 대표가 작업장에서 근로자에게 접근할 수 있도록 보장한다.
- 차별: 인종, 민족 또는 사회적 출신, 카스트, 출생, 종교, 장애, 성별, 성적 지향, 노동조합 가입, 정치적 의견 및 연령을 기반으로 한 차별이 없다. 채용, 보수, 교육 기회, 승진, 해고 및 퇴직에 있어 차별이 없다. 직원의 신념 또는 관행 행사에 간섭하지 않는다. 작업장 또는 회사 시설에서 위협, 학대, 착취, 강압적인 행동을 금지한다. 어떠한 경우에도 임신 또는 처녀성 검사를 하지 않는다.
- 징계 관행: 모든 직원을 존엄하고 존중한다. 체벌, 정신적 또는 신체적 학대에 대한 무관용 원칙을 적용한다. 가혹하거나 비인간적인 대우를 하지 않는다.
- 근무 시간: 법률 및 산업 표준을 준수한다. 초과근무를 제외한 정상 주5일근무제는 48시간을 초과하지 않는다. 6일 연속 근무 후 1일의 휴무를 제공한다(일부 예외 있음). 초과근무는 자발적이며, 정기적이지 않고, 주당 12시간을 초과하지 않는다. 단체 협약에서 협상된 경우에만 초과근무가 필요하다.
- 보수: 직원의 생활 임금 권리를 존중한다. 모든 근로자는 최소한 법정 최저 임금을 받는다. 임금은 기본적인 요구 사항을 충족하고 재량 소득을 제공하기에 충분해야 한다. 일부 예외를 제외하고 징계 목적의 공제를 하지 않는다. 임금 및 혜택은 근로자에게 명확하게 전달된다. 편리한 방식(현금 또는 수표)으로 지급된다. 초과근무는 할증 요율로 지급된다. 근로자에 대한 법적 의무를 회피하기 위한 노동자 전용 계약, 단기 계약, 허위 견습 제도의 사용을 금지한다.[3]

인증은 사회적 책임 인증 서비스(Social Accountability Accreditation Services, SAAS)의 인가를 받고 감독을 받는 독립적인 인증 기관에 의해 부여된다. 전 세계적으로 23개의 공인 인증 기관이 있다. 통계는 분기별로 보고되며 SAAS 웹사이트에 게시된다. 2013년 6월 30일 현재 72개국 65개 산업 분야에 걸쳐 총 1,862,936명의 근로자를 고용하는 3,231개의 인증 시설이 있었다.

## 인증
SA 8000 인증은 인증을 획득하고 유지하려는 조직이 단순히 표준을 준수하는 것을 넘어설 것을 요구하는 기준을 가지고 있다. 잠재적 조직은 이를 관리 관행에 통합하고 표준에 대한 지속적인 준수를 입증해야 한다. SA 8000은 국제 노동 기구 협약, 유엔 아동 권리 협약 및 세계 인권 선언에 설명된 인권 규범의 원칙을 기반으로 한다. 이 표준은 직장에서 사회적 책임에 중요한 8가지 영역(아동 노동, 강제 노동, 건강 및 안전, 결사의 자유 및 단체 교섭, 차별, 징계 관행, 근무 시간 및 보상)에서 기업의 성과를 측정한다.

## 같이 보기
- 사회적 책임